# Sampson
Sampson — многофункциональный корабельный радар с активной фазированной решёткой, производимый компанией BAE Systems. Считается одним из лучших в мире радаров для корабельных систем ПВО.

## История
Начало проектирования радара относится к 1982 году, когда компания Plessey (в настоящее время подразделение BAE Land and Sea Systems) начала совместные исследования с лабораторией Roke Manor Research и британским агентством DERA (англ. Defence Evaluation and Research Agency). В результате к 1985 году была разработана спецификация радара MESAR 1 (от англ. multi-function electronically scanned adaptive radar — многофункциональный адаптивный радар с электронным сканированием), а к 1989 году — построен и испытан прототип, профинансированный совместно компанией и Министерством обороны Великобритании. Испытания MESAR 1 продолжались до 1995 года на реальных воздушных целях на полигоне Вест-Фрей (англ. West Freugh). Радар представлял собой матрицу из 156 приёмопередающих модулей на основе арсенида галлия (GaAs) мощностью 2 Вт каждый. Модули производились по технологии толстоплёночной керамики середины 1980-х годов, один модуль включал в себя 1 передающий элемент. Количество модулей в рабочем варианте радара должно было составить 916 (по другим данным — 1060 модулей мощностью 2 Вт каждый), однако из-за дороговизны комплектующих в экспериментальном экземпляре ограничились 1/6 полной матрицы. Даже с сокращённой приёмопередающей матрицей радар продемонстрировал на испытаниях реальную многофункциональность, то есть мог заменить собой одновременно несколько радаров. Пиковая мощность радара составила 2 кВт, ширина луча 3,1° на передачу и 3,4° на приём. Полоса частот составляла 20 % диапазона S, степень сжатия импульсов 256:1, длина импульса 0,1—1 мкс. Отстройка от помех осуществлялась когерентной и некогерентной селекцией движущихся целей (СДЦ) и импульсно-доплеровской обработкой, сопровождение целей осуществлялось в двухканальном моноимпульсном режиме.
В августе 1995 года те же участники приступили к реализации проекта MESAR 2 по созданию радара для систем ПВО и ПРО на основе технологий MESAR 1. Была полностью перепроектирована антенна и внедрены новые полупроводниковые усилители и фазовращатели на основе кристаллов GaAs размером 4×4 мм, собранных в приёмопередающие модули размером 20 см. Модули выполнялись по стандартной дешёвой технологии печатных плат и содержали 4 излучающих элемента каждый. Модуль подключался к массиву при помощи разъёма как типовой элемент замены, что упрощало ремонт и модернизацию. Размещение приёмопередающих модулей на самой антенне значительно сократило потери энергии при передаче.
Демонстрационный экземпляр MESAR 2 состоял из 1264 элементов мощностью 10 Вт каждый, размещённых в 316 приёмопередающих модулях. В 2000 году BAE Systems в соответствии с соглашением, достигнутым после испытаний радара в ноябре 1999 года, передала права собственности на MESAR 2 Министерству обороны Великобритании. В дальнейшем были проведены испытания по обнаружению радаром баллистических ракет, которые проводились в Шотландии и штате Нью-Мексико. Затем MESAR 2 был размещён на полигоне DERA в Бенбекьюле на Гебридах и испытан на моделях баллистических ракет и массовых воздушных целях в условиях радиопротиводействия; на искусственных целях, созданных постановщиками активных помех; при одновременном появлении целей различных типов, включая низколетящие крылатые ракеты в условиях сильных отражений от поверхности.
К 2000 году началось обсуждение следующей перспективной модели радара MESAR 3, однако, как сообщила компания BAE Systems, работы по новой модели не начнутся до окончания испытаний MESAR 2. Предполагалось, что MESAR 3, как и более ранние модели, будет двухдиапазонным E/F-радаром с активной фазированной решёткой. В новом радаре получат дальнейшее развитие технологии ПРО, а также новые алгоритмы обработки сигналов и технология IRM (англ. intelligent radar manager — интеллектуальное управление радаром). Последняя технология была развита BAE Systems в сотрудничестве с Thomson-CSF и Мадридским университетом во время четырёхлетней программы Euro-finder. Технология IRM использует искусственный интеллект для наиболее эффективного управления ресурсами радара.
На основе технологий, разработанных при выполнении проекта MESAR 2, был создан многофункциональный радар ПВО Sampson, установленный на английских эсминцах проекта 45, а также наземный радар ПРО раннего предупреждения и управления. Sampson по большей части повторял базовую архитектуру MESAR 2. Разработку антенны вела лаборатория Roke Manor, а приёмопередающие модули созданы совместно Roke Manor и BAE Systems. Массовое производство модулей организовано на заводе BAE Systems в Илфорде (Лондон).

## Конструкция
В отличие от MESAR 2, который имел одну активную решётку с 1264 элементами, Sampson имеет две противоположно направленные решётки с 2600 элементами каждая, установленные на одной платформе. BAE Systems разрабатывала также модели с тремя, четырьмя и пятью решётками, включая решётку, направленную в зенит. Существует также модель с одной решёткой аналогичного размера, предназначенная для корветов, и под названием Spectar поставляющаяся на экспорт. РЛС Spectar впервые была представлена на салоне Bourget Euronaval в 1996 г.
Две плоские круглые фазированные решётки устанавливаются на вращающейся платформе оборотной стороной друг к другу с небольшим наклоном к вертикали. Каждая решётка содержит 2560 излучающих элементов на основе арсенида галлия мощностью 10 Вт каждый. Излучающие элементы сгруппированы в 640 приёмопередающих модулей. Каждый модуль содержит 4 излучающих элемента и 6-битовый контроллер амплитуды и фазы сигнала (64 градации сигнала по фазе и амплитуде), а также специализированную микросхему для связи с центральным компьютером, которая позволяет централизованно программировать каждый излучающий элемент. Связь с управляющим компьютером осуществляется по оптоволоконной сети со скоростью передачи 12 Гбит/с. Масса антенного поста составляет 4,6 т, скорость вращения — до 60 об/мин.
Антенны радиокомандной линии, необходимые для управления ракетами на маршевом участке, устанавливаются между основными решётками. В верхней части антенного поста возможна установка дополнительной решётки, направленной в зенит.
Сигнальный процессор представляет собой параллельную вычислительную систему на быстродействующих RISC-микропроцессорах i860.
Альтернативой вращающимся антенным решёткам являются радары типа AN/SPY-1, где 4 стационарных решётки расположены по квадрантам с интервалами 90° по азимуту. По мнению BAE Systems, высокая стоимость решётки, а также значительная масса и необходимость размещать её как можно выше над поверхностью воды делает такие решения менее эффективными. Кроме того, массированная атака с воздуха с одного направления перегружает одну из решёток радара с архитектурой типа AN/SPY-1, в то время как три остальные решётки не используются. С другой стороны, для вращающейся антенны требуется дополнительные двигатели и передаточные механизмы, а выход их из строя сильно ограничивает функциональность радара.
Две антенные решётки радара Sampson функционируют независимо друг от друга, что позволяет в случае необходимости работать с одной решёткой. Использование двух диапазонов (E и F) связано с разделением функций обзора и сопровождения целей. В качестве оборудования для обработки сигналов используется коммерческий процессор, производимый компанией Mercury Computer Systems (Челмсфорд, Массачусетс).
По сообщениям производителя, максимальная дальность радара составляет 400 километров и значительно превосходит 150-км максимальную дальность радара X-диапазона APAR. Сообщается также, что радар при хороших условиях распространения радиоволн способен обнаружить голубя (ЭПР 0,008 м²) на расстоянии 105 км. При этом количество сопровождаемых целей составляет от 500 до 1000, из них 12 - одновременно.
Вращающийся блок заключён в сферический радиопрозрачный колпак, где поддерживается искусственный климат с помощью теплообменника, расположенного внутри мачты. Искусственное охлаждение антенны необходимо для уменьшения инфракрасной сигнатуры корабля.
Электронная аппаратура радара находится в шести подпалубных стойках. Две стойки занимает передатчик, две — сигнальный препроцессор и ещё две — пара 16-канальных цифровых формирователя луча приёмника в угломестной плоскости.
Ориентировочная стоимость в ценах 1994 года составляет 15 млн долларов США.

## Применение
Sampson предназначен для использования в системах управления различными типами оружия. В рамках системы ПВО PAAMS он выполняет функции обзора, распознавания цели и управления на маршевом участке траектории для зенитных ракет семейства Aster. В рамках SIWS (англ. Sampson integrated weapon system — интегрированная система оружия на базе Sampson), предложенной компанией BAE Systems, радар будет управлять американскими зенитными ракетами SM-2 Block IIIA и ESSM с полуактивным самонаведением на конечном участке траектории. Подсветку цели в диапазоне I/J для полуактивной головки самонаведения будут обеспечивать отдельные активные решётки CEAMount, разработанные совместно BAE Systems и австралийской компанией CEA Technologies.

## Установки на кораблях

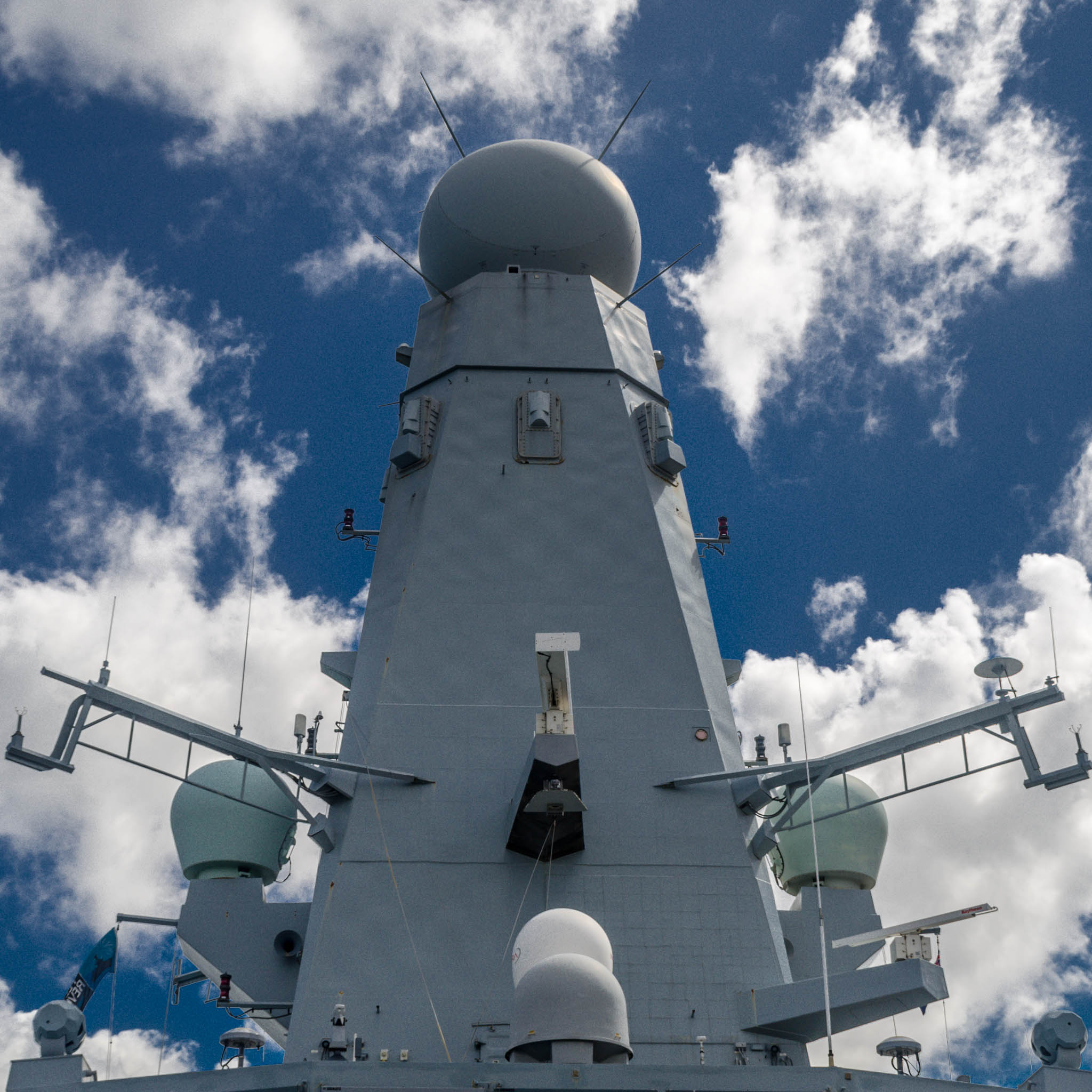
Мачта главной надстройки эсминца HMS Daring с антенной РЛС Sampson

- Эскадренные миноносцы типа 45